# فوتبال تکاملی حرفه‌ای ۳
فوتبال تکاملی حرفه‌ای ۳ (به انگلیسی: Pro Evolution Soccer 3) یک بازی رایانه‌ای منتشر شده توسط شرکت کونامی است. عکس روی جلد بازی، عکس پیرلوئیجی کولینا، داور سابق ایتالیایی، است که ۶ سال متوالی عنوان «بهترین داور سال» را از آن خود کرد.
نسخه ژاپنی بازی تصویر زیکو، سرمربی تیم ملی ژاپن را روی جلد خود داشت، در حالی که نسخه اروپایی بازی امضا و تصویر پیرلوئیجی کولینا - داور افسانه‌ای ایتالیایی که پیشتر قضاوت فینال جام جهانی ۲۰۰۲ را بر عهده داشت - بر روی جلد خود نمایش داد. این انتخاب غیرمعمول بود، چرا که معمولاً بازی‌های فوتبالی تنها بازیکنان یا مربیان را روی جلد خود قرار می‌دادند. نکته جالب دیگر این بود که داوران در این بازی تنها در سکانس‌های میان‌پرده ظاهر می‌شدند (ادغام شدن داوران در زمین بازی تا نسخه بعدی این سری بازی‌ها به تعویق افتاد). پس از PES 3، نسخه Pro Evolution Soccer 4 در سال ۲۰۰۴ منتشر شد.

## امکانات
- موتور گرافیکی جدید
- ارتقای محیط بازی، کنترل بازیکنان و توپ، وزن توپ و انیمیشن
- امکان جدید خرید و فروش، به گونه‌ای که امتیازها را با اشیاء مخفی بازی تبادل کرد
- لیگ قهرمانان به چهار گروه تقسیم شده و تعداد زیادی بازیکن جدید به بازی اضافه شد
- قابلیت بازی چندنفره تا ۴ نفر

## جواز
هیچ لیگی در این بازی به‌طور کامل آورده نشده‌است و فقط ۶۲ تیم از کشورهای مختلف اروپا در این بازی دیده می‌شود. جواز ۶ تیم به‌طور کامل کسب شده‌است که پنج تیم از سری آ ایتالیا(آ.ث. میلان، آ. اس. رم، یوونتوس، لاتزیو، پارما) و یک تیم از لیگ برتر فوتبال هلند(فاینورد) می‌باشد. برای بقیه تیم‌ها اسم، پرچم و لباس تخیلی استفاده شده‌است. حتی نام بازیکنان نیز غیرواقعی می‌باشد به شرط آنکه آن بازیکن جزو یک تیم‌ملی بدون جواز باشد. برای مثال استفاده نام Von Mistelroum به جای Van Nistelrooy یا استفاده از Kalm به جای Kahn. در ادامه تیم‌های موجود به همراه نام تخیلی و نام واقعی آن‌ها آورده شده‌است.

### باشگاه‌ها
- بلژیک
  - Bruxelles) RSC Anderlecht)
- جمهوری چک
  - Prague) Sparta Prague)
- انگلیس
  - North London) Arsenal)
  - West Midlands Village) Aston Villa)
  - Lancashire) Blackburn Rovers)
  - West London Blue) Chelsea)
  - Merseyside Blue) Everton)
  - West London White) Fulham)
  - Yorkshire) Leeds United)
  - Merseyside Red) Liverpool)
  - Lloyd) Manchester City)
  - Trad Bricks) Manchester United)
  - Tyneside) Newcastle United)
  - North East London) Tottenham)
  - East London) West Ham United)
- فرانسه
  - Azur) AS Monaco)
  - Bourgogne) AJ Auxerre)
  - Aquitaine) Bordeaux)
  - Rhone) Olympique Lyonnais)
  - Landguedoc) Olympique Marseille)
  - Ile de France) Paris Saint-Germain)
  - Nord) RC Lens)
- آلمان
  - Rhein) Bayer Leverkusen)
  - Rekordmeister) Bayern Munich)
  - Westfalen) Borussia Dortmund)
  - Hanseaten) Hamburger SV)
  - Hauptstadt) Hertha BSC)
  - Ruhr) Schalke)
  - Weser) Werder Bremen)
- یونان
  - Peloponnisos) Olympiacos)
  - Athenakos) Panathinaikos)
- ایتالیا
  - AC Milan
  - AS Roma
  - Emilia Sud) Bologna)
  - Longobardi) Brescia Calcio)
  - Veneto) Chievo Verona)
  - Lombardia) Inter Milan)
  - Juventus
  - Lazio
  - Parma
  - Umbria) AC Perugia)
  - Abruzzi) Udinese Calcio)

| - هلند - Museumplein) Ajax) - Feyenoord - Stadhuisplein) PSV) - پرتغال - Lisbonera) Benfica) - Puerto) FC Porto) - Esportiva) Sporting Lisbon) - روسیه - Valdai) Spartak Moscow) - اسکاتلند - Old Firm Green) Celtic FC) - Old Firm Blue) Rangers FC) - اسپانیا - Manzanares) Atlético de Madrid) - Guadalquivir) Real Betis) - Galicia Sur) Celta de Vigo) - Galicia Norte) Deportivo de La Coruña) - Cataluna) FC Barcelona) - Chamartin) Real Madrid) - Donosti) Real Sociedad) - Naranja) Valencia CF) - ترکیه - Constantinahce) Fenerbahçe) - Byzantinobul) Galatasaray) - اوکراین - Marmara) Dynamo Kiev) |